# Wallfahrtskirche Maria Rehkogel

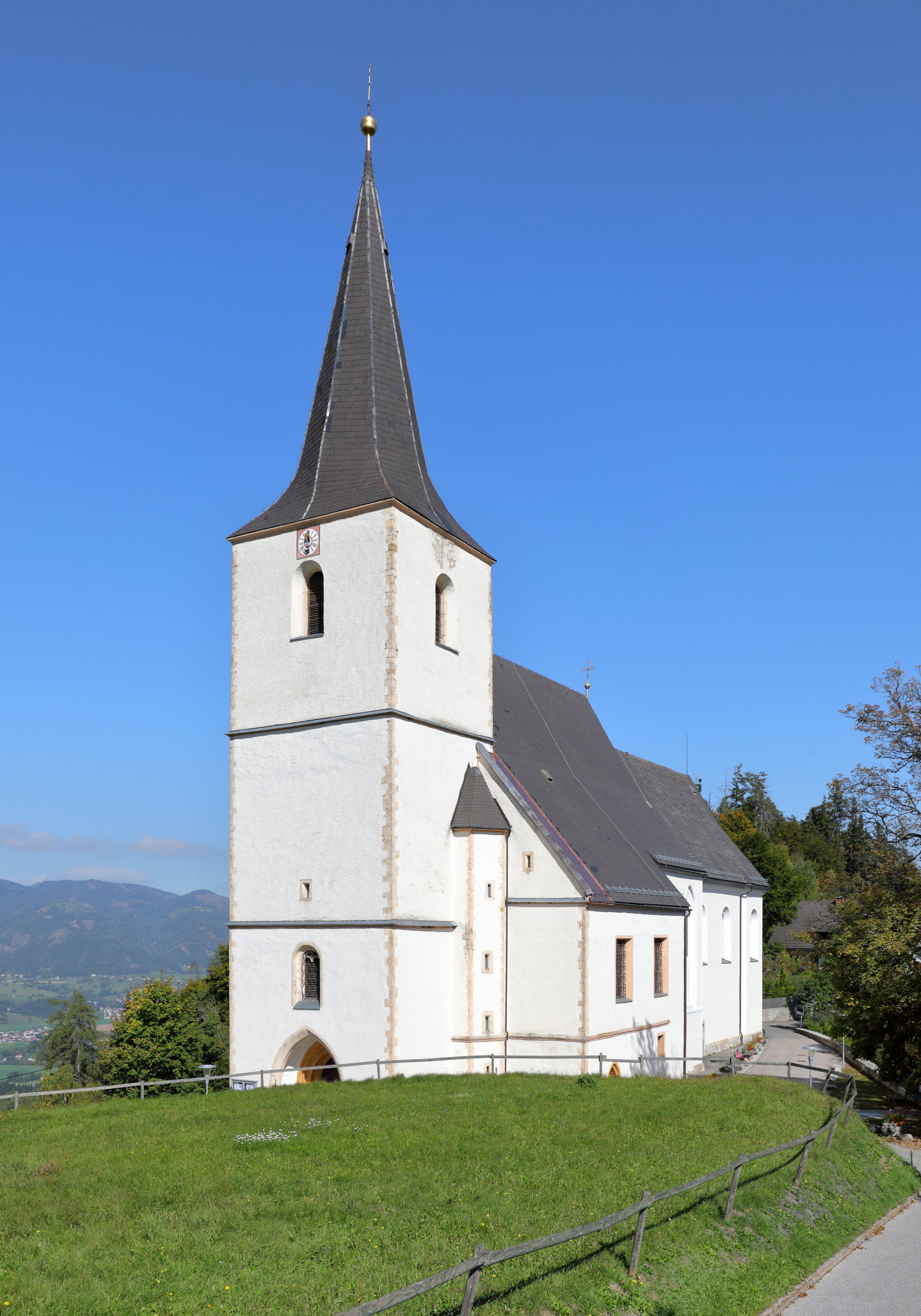
Kath. Pfarr- und Wallfahrtskirche Frauenberg-Rehkogel in Sankt Marein im Mürztal

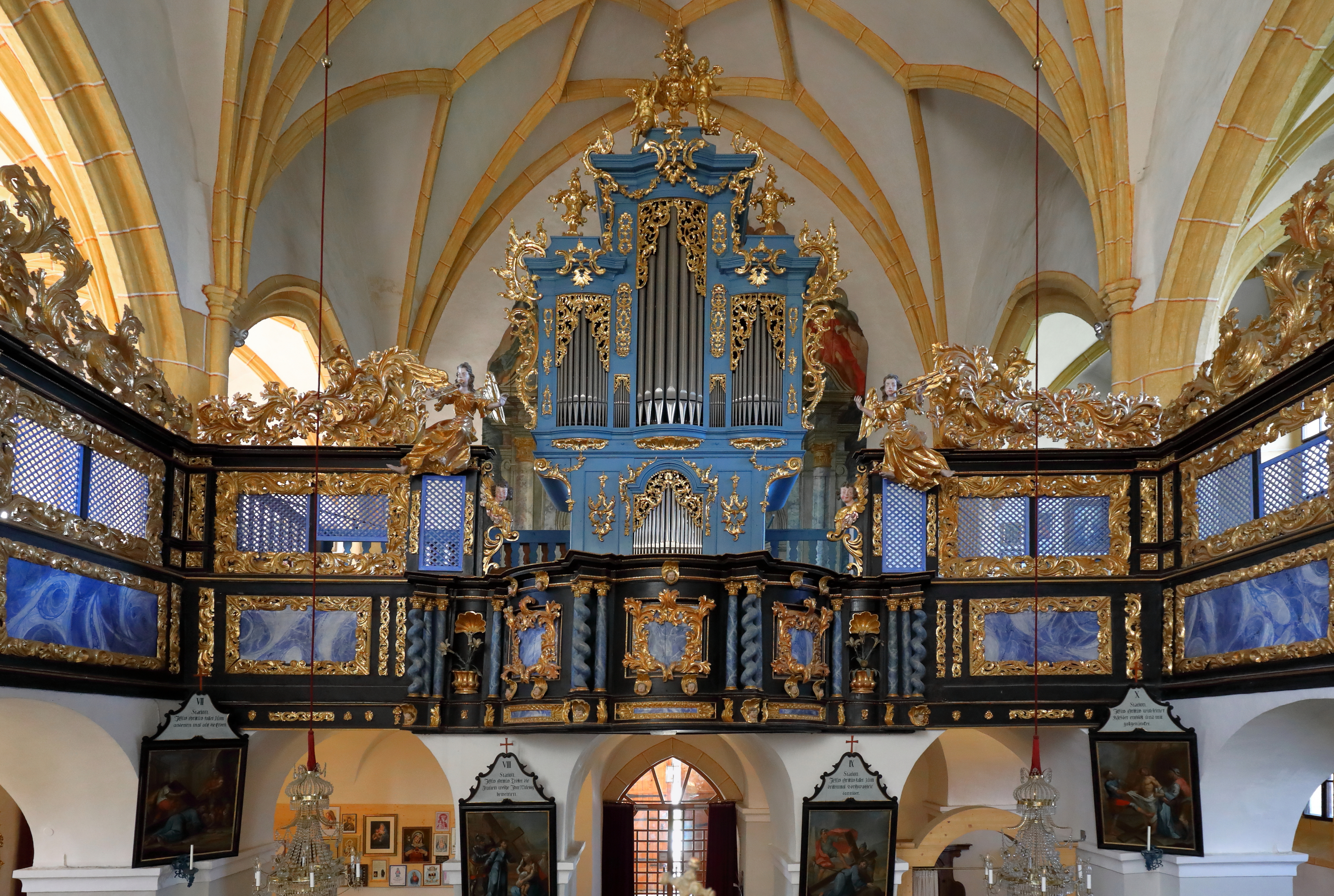
Orgelempore

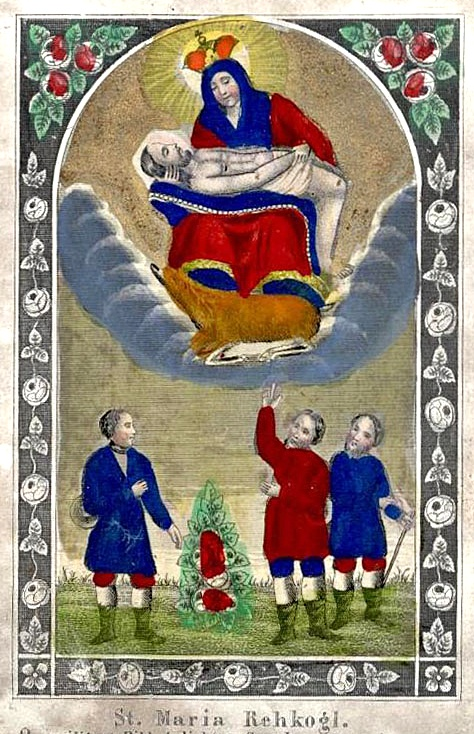
Wallfahrtsandenken, um 1840

Die Wallfahrtskirche Maria Rehkogel steht im Ort Frauenberg in der Marktgemeinde Sankt Marein im Mürztal im Bezirk Bruck-Mürzzuschlag in der Steiermark. Die dem Patrozinium Maria zu den sieben Schmerzen unterstellte römisch-katholische Pfarrkirche gehört zum Dekanat Bruck an der Mur in der Diözese Graz-Seckau. Die Kirche und der Friedhof stehen unter Denkmalschutz (Listeneintrag).

## Geschichte
In prächtiger Höhenlage auf einem Bergrücken im Auslauf der Fischbacher Alpen südöstlich von Kapfenberg wurde nach einer Wallfahrtslegende, nachdem ein flüchtendes Reh sich in einem Baum versteckt hatte, ebendort in einer Baumhöhlung ein Vesperbild aufgefunden. Eine andere Legende berichtet von drei Bauern, welche neben einem grasenden Reh ein Vesperbild fanden. Im Jahre 1354 wurde eine Kapelle errichtet, wo ein hölzernes Gnadenbild mit einer Marienklage, mit der Darstellung eines Rehes und von drei Bauern zu Marien Füßen, zur Aufstellung kam. Die Jahreszahl 1354 an der nordwestlichen Langhauswand bezeichnet wahrscheinlich die ehemalige Lage der Kapelle.
Von 1489 bis 1496 wurde die Wallfahrtskirche erbaut, wofür der Rat der Stadt Bruck an der Mur ainen gueten werklichen stainmetzen von Praunau beauftragte. Dieser fertigte die Pläne im spätgotischen Stil an, welcher in der salzburgisch-bayerischen Bautradition steht. Das vierjochige Langhaus ist beidseits von Einsatzkapellen begleitet, die ersten beiden Joche des ehemals kürzeren Langhauses mit doppelter Tiefe. Die Rippenbildung des Kirchenschiffgewölbes mit achtseitigen Rautensternen, Wechselberger Figuration genannt, findet sich auch in der Stadtpfarrkirche hl. Stephan in Braunau am Inn, woher der Steinmetz und Baumeister kam. Der vorgezogene starke Turm im Westen mit abgetrepptem Portal und einem Treppentürmchen ist spätgotisch. Von 1682 bis 1688 wurde eine dreiachsige Orgelempore mit daran anschließenden Kapellenemporen mit reich geschnitzten Brüstungen mit Akanthusbekrönungen eingebaut. Der ehemalige Chor, nun eingezogenes Langhaus mit dritten und viertem Joch und 4/8-Schluss, wurde im Jahre 1769 am Chorhaupt aufgebrochen und von Michael Rothmayer um einen barocken dreijochigen, platzlgewölbten Chor mit einem wieder in die Breite gehenden Altarraum erweitert.

## Ausstattung
Die Kircheneinrichtung umfasst Spätwerke des Bildhauers Veit Königer. Die zierliche Rokokokanzel mit Figuren der christlichen Tugenden sowie das Oratoriumsfenster im Chor schuf 1773 Jakob Peyer. Die Orgel mit Rokokogehäuse schuf von 1774 bis 1775 Anton Josef Römer (* 28. Februar 1724 Brünn; † 14. Juli 1779 Graz). Eine Glocke goss Martin Hilger 1581.